# Bad Dreams
Bad Dreams è un album degli Amazing Blondel, pubblicato dalla DJM Records nel 1976.

## Tracce
Brani composti da Eddie Baird, tranne dove indicato
Lato A
1. Give Me a Chance – 3:10
2. Big Boy – 3:42
3. One Bad Dream – 4:05
4. Until I See You Again – 2:55
5. It's Got to Be a Girl – 3:37

Lato B
1. I'll Go the Way I Came – 3:19
2. Wait for the Day – 3:12
3. Liberty Belle – 5:03 (Terry Wincott)
4. The Man That I Am – 2:40
5. Call It a Night – 3:04

Edizione CD del 2009, pubblicato dalla Air Mail Archive Records AIRAC-1546
1. Give Me a Chance – 3:09 (E. Baird)
2. Big Boy – 3:39 (E. Baird)
3. One Bad Dream – 4:01 (E. Baird)
4. Until I See You Again – 4:54 (E. Baird)
5. It's Got to Be a Girl – 3:37 (E. Baird)
6. I'll Go the Way I Came – 3:15 (E. Baird)
7. Wait for the Day – 3:09 (E. Baird)
8. Liberty Belle – 4:55 (T. Wincott)
9. The Man That I Am – 2:38 (E. Baird)
10. Call It a Night – 3:12 (E. Baird)
11. 4.4.82 – 3:07 (E. Baird) – Bonus Track
12. My One Undoing – 1:34 (E. Baird) – Bonus Track

## Musicisti
- Terry Wincott - chitarra acustica, flauto, voce
- Eddie Baird - chitarra elettrica, chitarra acustica, voce
- Dave Skinner - pianoforte
- Mick Feat - basso
- John Gilston - batteria